# Dub u Horní Vsi
Dub u Horní Vsi je památný strom, mohutný solitérní dub letní (Quercus robur). Roste za severním okrajem zástavby Horní Vsi části obce Trstěnice v okrese Cheb v Karlovarském kraji na ostrůvku zeleně obklopeném ornou půdou, v místě kamenného snosu, kde bývalo rozcestí již zaniklých polních cest.
Ještě před vyhlášením za památný strom byla v kmeni zjištěna asi dva metry dlouhá trhlina. Zásahem arboristů byly instalovány dvě vazby, pevná a dynamická, které eliminují rizika poškození stromu.
Mohutná nízko nasazená hustá kulovitá koruna sahá do výšky 17 m, obvod kmene měří 392 cm (měření 2018).
Strom je chráněn od roku 2018 jako esteticky zajímavý strom s významným habitem a jako krajinná dominanta.

## Stromy vokolí
- Lípa u kostela v Trstěnicích
- Jasan u Čadilů
- Dub u Hamrnického zámečku
- Dub letní v Chodovské Huti